# تارلو راجرز
تارلو راجرز (انگلیسی: Thurlow Rogers؛ زادهٔ ۳ ژوئیهٔ ۱۹۶۰ ‏(۶۴ سال)) دوچرخه‌سوار اهل ایالات متحده آمریکا است. وی در بازی‌های المپیک تابستانی ۱۹۸۴ شرکت کرده است.